# Ton Despoten
Ton Despoten je zdravica, ki jo poje kantor (=organist) ali zbor v čast škofu, kadar daje blagoslov na koncu bogoslužja v vzhodno-pravoslavnih ali vzhodno-katoliških (grškokatoliških) cerkvah. Medtem ko je mogoče peti sveto mašo v kateremkoli jeziku, pojejo Ton Despoten (novogrško Ton Despotin) skoraj vedno v izvirni grščini.

## Vsebina
Besedilo pesmi v grščini je naslednje:
- "Τόν Δεσπότην καὶ Ἀρχιερέα ἡμῶν, Κύριε φύλαττε, εἰς πολλὰ ἔτη, Δέσποτα"
- ’'Ton Despoten kaj Arhierea hemon, Kirie filate, ejs pola ete Despota (starogrški izgovor - ekavski)
- Ton Despotin ke Arkhierea imon, Kirie filate, is polla eti, Despota (novogrški izgovor - ikavski)

Prevod:
- Gospod (Bog), ohrani našega škofa, naj vlada mnogo let! (slovensko)
- Preserve, O Lord, our Master and Hierarch.  Many years to you, Master! (angleško)

Odpev: Eis pollá étē, Déspota (naj vlada mnogo let!) se poje navadno trikrat, vsakič močneje.
Obstaja več glasbenih prireditev in napevov za to himno, ki jih lahko razdelimo na preproste in slovesne. Uporabljajo se ob različnih trenutkih slovesnega dolgega bogoslužja. Pogosto pojejo Ton Despótēn tedaj, ko škof, slovesno oblečen, stoji na orlovski preprogi (eagle rug) in blagoslavlja svojo čredo držeč v rokah dikirion in trikirion (dvosvečnik in trosvečnik).
Skrajšana oblika obstaja s petjem samo odpeva: Ejs pollá ete, Déspota trikrat, in jo uporabljajo v manj slovesnih blagoslovih. 